# Auflösung (Musik)
Auflösung bezeichnet in Harmonielehre und Kontrapunkt sowohl das Weiterführen einer Dissonanz in eine Konsonanz als auch das Fortschreiten eines Akkords in die ihm zugehörige Tonika bzw. in einen Zielakkord, der durch die alterierten Töne (Leittöne) des Akkords gefordert wird.
Da die Auflösung in der Regel als Entspannung empfunden wird, kann der Begriff Auflösung sinnvoll nur auf eine Musik angewendet werden, deren Fortschreitungsprinzip auf dem Wechsel von Spannung (Dissonanz bzw. Dominante) und Entspannung (Konsonanz bzw. Tonika) beruht, bei der also ein gewisser Zwang zur Auflösung von Spannungen besteht. Für die europäische Musik gilt dies vom Aufkommen der Dur-Moll-Tonalität im ausgehenden 15. Jahrhundert bis zu deren Auflösung im späten 19. und beginnenden 20. Jahrhundert.
Die mittelalterliche Mehrstimmigkeit kennt die Auflösung im o. g. Sinne noch nicht, da sie im Wesentlichen auf der Führung von Stimmen zwischen perfekten Klängen beruht, die in ihrer Abfolge vom Cantus prius factus geregelt werden.
Die Neue Musik dagegen kennt die Auflösung nicht mehr, da für sie zwischen Intervallen oder Klängen nur noch graduelle, nicht prinzipielle Unterschiede existieren. Indem für sie die Einteilung der Klänge in dissonante und konsonante nicht mehr relevant ist, wird der Zwang zur Auflösung hinfällig.